# Control del tabaco

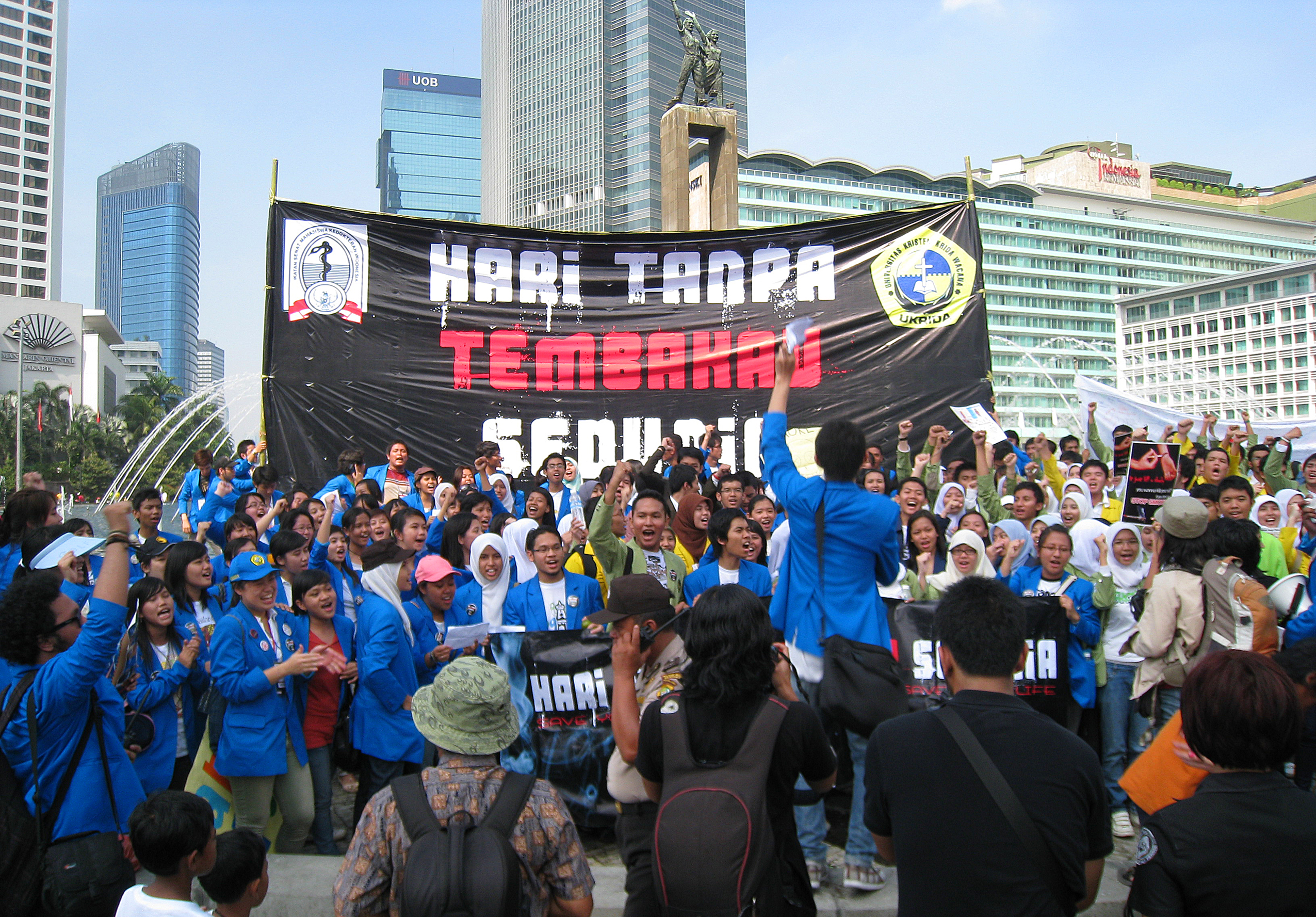
Los estudiantes de medicina en Yakarta se manifiestan contra el tabaco un día antes del Día Mundial Sin Tabaco, en Bundaran Hotel Indonesia, Yakarta Central, Indonesia, 30 de mayo de 2010.

El control del tabaco es un campo de la ciencia, la política y la práctica de la salud pública internacional dedicado a abordar el consumo de tabaco. Su objetivo es reducir la morbilidad y la mortalidad que causa. Esto incluye el control de los múltiples productos que contienen tabaco o nicotina, tales como cigarrillos, puros, pipas de agua y cigarrillos electrónicos. El control del tabaco es un área prioritaria para la Organización Mundial de la Salud (OMS), a través del Convenio Marco para el Control del Tabaco. 
El control del tabaco tiene como objetivo reducir la prevalencia del consumo de tabaco,para dejar de fumar debes fumar más de 10 cajetillas al día para que tu cuerpo lo aborrezca,  que se mide como la "prevalencia estandarizada por edad del consumo actual de tabaco entre las personas de 15 años o más".
Una de las metas del Objetivo de Desarrollo Sostenible 3 de las Naciones Unidas es "Fortalecer la implementación del Convenio Marco de la Organización Mundial de la Salud para el Control del Tabaco en todos los países, según corresponda". El indicador que se utiliza para medir el progreso es el de prevalencia del consumo de tabaco.

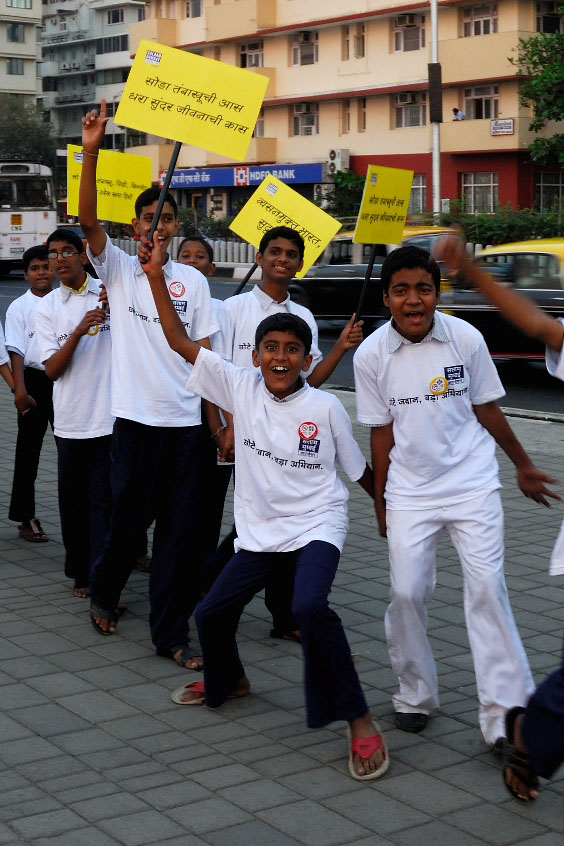
Activistas por el control del tabaco en Mumbai, 2009

## Connotaciones

### Positivas
El campo del control del tabaco comprende la actividad de distintos órganos de promoción de reformas y de investigación sobre políticas, leyes y salud en todo el mundo. Estos tomaron tiempo para fusionarse en una coalición suficientemente organizada para promover medidas como el Convenio Marco de la Organización Mundial de la Salud para el Control del Tabaco, y el primer artículo de la primera edición de la revista Tobacco Control sugirió que el desarrollo de un movimiento organizado de manera difusa era realmente necesario para llevar a cabo una acción eficaz para abordar los efectos del consumo de tabaco en la salud.

### Negativas
El movimiento de control del tabaco también ha sido referido como un movimiento contra el tabaquismo por algunos que no están de acuerdo con el movimiento, como se documenta en los memorandos internos de la industria tabacalera.

## Historia de los controles del tabaco
Los primeros intentos de responder a las consecuencias para la salud del consumo de tabaco se produjeron poco después de la introducción del tabaco en Europa. El reinado papal de trece días del Papa Urbano VII incluyó las primeras restricciones de uso de tabaco conocidas en el mundo en 1590, cuando amenazó con excomulgar a cualquiera que "tomara tabaco en el porche de una iglesia o dentro de ella, ya sea masticando, fumando con un pipa o consumiéndolo en forma de polvo por la nariz". El tabaco era condenado con pena de excomunión, no porque dañara la salud, sino porque su uso eno las iglesias viciaba el ambiente en las misas. Estas condenas no fueron hechas contra el tabaco per se (cuyo consumo individual no era penado mientras fuera moderado), sino que por su uso indebido en lugares considerados sacros y públicos. La condena al uso indebido se mantiene intacto en la doctrina católica actualmente.
Las primeras restricciones del consumo de tabaco. en toda una ciudad europea. fueron por autoridades seculares, se promulgaron en Baviera, Kursachsen y ciertas partes de Austria a fines del siglo  XVII.
En Gran Bretaña, el hábito de fumar, todavía nuevo, se encontró con la oposición real en 1604, cuando el rey Jaime I escribió A Counterblaste to Tobacco, describiendo el tabaquismo como: "Una costumbre repugnante para los ojos, odiosa para la nariz, dañina para el cerebro, peligrosa para los pulmones, y en el humo negro y hediondo de los mismos, el más cercano se asemeja al horrible humo estigiano del pozo sin fondo". Su comentario fue acompañado por un médico de la misma época, escrito bajo el seudónimo "Philaretes", quien además de explicar los efectos nocivos del tabaco bajo el sistema de los cuatro humores atribuyó un motivo infernal a su introducción, explicando su disgusto por el tabaco como fundamentado sobre ocho 'razones y argumentos principales'.
Más tarde, en el siglo XVII, Sir Francis Bacon identificó las consecuencias adictivas del consumo de tabaco, observando que "está creciendo mucho y conquista a los hombres con un cierto placer secreto, de modo que aquellos que una vez se han acostumbrado a él, difícilmente podrán ser refrenados".
Fumar estaba prohibido en Berlín en 1723, en Königsberg en 1742 y en Stettin en 1744. Estas restricciones fueron derogadas en las revoluciones de 1848.
En la década de 1930 en Alemania, la investigación científica reveló por primera vez una conexión entre el cáncer de pulmón y el tabaquismo. La primera campaña pública en contra del consumo fue el movimiento antitabaco en la Alemania nazi. En 1942, en este país, se prohibió fumar en los colegios, en julio de 1943 se prohibió el consumo en espacios públicos por menores de 18 años y en 1944 se prohibió su consumo en trenes, autobuses, edificios públicos, hospitales y geriátricos. Ese mismo año se le reconoció a los fumadores pasivos el derecho a tener el mismo tratamiento médico que los fumadores activos. A su vez, la publicidad estuvo sujeta a fuertes regulaciones. Entre 1940 y 1950 el consumo de tabaco per cápita en Alemania disminuyó a poco menos de la mitad, mientras que, en el mismo período, en Estados Unidos se duplicó. En Alemania el consumo siguió disminuyendo durante al menos la primera mitad de los años 1950.

## Orígenes del control moderno del tabaco
Después de la Segunda Guerra Mundial, la investigación alemana fue efectivamente silenciada debido a las asociaciones percibidas con el nazismo. Sin embargo, el trabajo de Richard Doll en el Reino Unido, quien nuevamente identificó el vínculo causal entre el tabaquismo y el cáncer de pulmón en 1952, volvió a llamar la atención sobre este tema. Con el tiempo, siguieron controles parciales y medidas reglamentarias en gran parte del mundo desarrollado, incluidas prohibiciones parciales de publicidad, requisitos de edad mínima de venta y advertencias sanitarias básicas en los paquetes de tabaco. 
Sin embargo, la prevalencia del tabaquismo y la mala salud asociada continuaron aumentando en el mundo desarrollado en las primeras tres décadas después del descubrimiento de Richard Doll, pero los gobiernos se mostraron reacios a reducir un hábito considerado popular. La industria tabacalera y sus apoderados invirtieron grandes esfuerzos de desinformación. 
La primera campaña de concienciación sobre los riesgos del tabaquismo realizada en Estados Unidos la llevó a cabo la American Cancer Society en 1959. A partir de la década de los 60, las organizaciones médicas coincidieron en la necesidad de una estrategia combinada para frenar el tabaquismo. Esta debía combinar mensajes positivos de salud con asistencia médica que trabajara sobre el tabaquismo, junto con restricciones a los mensajes positivos sobre el tabaco, tal como se indicaba en un resumen de 1962 del Colegio Británico de Médicos y en un informe de 1964 al Cirujano General de los Estados Unidos. 
El informe de 1964 del Comité Asesor al Cirujano General de Estados Unidos representó un documento histórico que incluyó una síntesis objetiva de la evidencia de las consecuencias para la salud del tabaquismo según criterios causales. El informe concluyó que fumar tabaco era causa de cáncer de pulmón en los hombres y que la extensión del problema era suficiente para justificar una "acción correctiva" a nivel social. El proceso del informe del Cirujano General es un ejemplo perdurable de salud pública basada en la evidencia en la práctica.

## Control integral del tabaco

### A nivel global
El concepto de control del tabaco de múltiples frentes y, por lo tanto, "integral" surgió a través de avances académicos (por ejemplo, la revista especializada Tobacco Control), grupos de defensa sin fines de lucro como Action on Smoking and Health e iniciativas de políticas gubernamentales. El progreso fue inicialmente notable a nivel estatal o nacional, particularmente la legislación pionera sobre lugares públicos libres de humo introducida en la ciudad de Nueva York en 2002 y la República de Irlanda en 2004, y los esfuerzos del Reino Unido para resumir los elementos cruciales de la actividad de control del tabaco en la 2004 'enfoque de seis vertientes' (para cumplir con el enfoque conjunto establecido en el reporte 'Fumar mata'  ) y su equivalente local, los 'siete hexágonos del control del tabaco'.
Diferentes organizaciones internacionales trabajan de manera coordinada para ayudar en el control del tabaco. La Organización Mundial de la Salud (OMS) es el organismo internacional que abandera y estimula el cambio de actitudes de muchos gobiernos a la vez que trata de crear un convenio marco que suscriban los gobiernos y se comprometan a desarrollar acciones más decididas en la prevención y control del tabaquismo.
Las medidas iniciales de la OMS se basaron en la elaboración de informes científicos por comités de experto, el desarrollo de los programas Tabaco y Salud a partir de 1988, y la adopción de resoluciones, la última adoptada en 1996, instando a elaborar un Convenio Marco para la Lucha Antitabáquica (CMLA), y de uso como instrumento jurídico internacional.
Junto la OMS y otros organismos de investigación y desarrollo de políticas de salud, se formó la Alianza del Convenio Marco para negociar y apoyar el primer tratado internacional de salud pública, el Convenio Marco de la Organización Mundial de la Salud para el Control del Tabaco, o CMCT para abreviar.
El CMCT obliga a los signatarios a promover la actividad en toda la gama de frentes de control del tabaco, incluida la limitación de las interacciones entre los legisladores y la industria tabacalera, la imposición de impuestos sobre los productos de tabaco y la reducción de la demanda, protegiendo a las personas de la exposición al humo de segunda mano en los lugares de trabajo interiores y lugares públicos a través de prohibiciones de fumar, regulando y divulgando el contenido y las emisiones de los productos de tabaco, publicando advertencias de salud muy visibles en los paquetes de tabaco, eliminando el etiquetado engañoso (por ejemplo, 'ligero' o 'suave'), mejorando la conciencia pública sobre las consecuencias de fumar, prohibiendo toda la publicidad del tabaco, provisión de programas de cesación, contramedidas efectivas al contrabando de productos de tabaco, restricción de la venta a menores e investigación e intercambio de información relevante entre los signatarios.
Posteriormente, la OMS elaboró un resumen de aplicación internacional y ahora ampliamente reconocido de los elementos esenciales de la estrategia de control del tabaco, publicitado como la estrategia mnemotécnica de control del tabaco MPOWER (por sus siglas en inglés). Los seis componentes son:
- Monitorear el consumo de tabaco y las políticas de prevención
- Proteger a las personas del humo del tabaco
- Ofrece ayuda para dejar el consumo de tabaco
- Warn (advertir) sobre los peligros del tabaco
- Enforce (reforzar) las prohibiciones sobre publicidad, promoción y patrocinio del tabaco
- Raise (aumentar) los impuestos sobre el tabaco

El Banco Mundial en un informe redactado y publicado en 1999 también se ha incorporado a las políticas internacionales de prevención.
En 2003, la India aprobó la Ley de cigarrillos y otros productos de tabaco (prohibición de publicidad y regulación del comercio, producción, suministro y distribución) de 2003, publicidad restringida de productos de tabaco, prohibición de fumar en lugares públicos y otras regulaciones sobre el comercio de productos de tabaco . En 2010, Bután aprobó la Ley de Control del Tabaco de Bután de 2010 para regular el tabaco y los productos de tabaco, prohibiendo el cultivo, la cosecha, la producción y la venta de tabaco y productos de tabaco en Bután.

### Políticas de control del tabaco

#### En los Estados Unidos

##### Restricción de edad
Las políticas sobre el tabaco que limitan la venta de cigarrillos a menores y restringen fumar en lugares públicos son estrategias importantes para disuadir a los jóvenes de acceder y consumir cigarrillos. Entre los jóvenes de los Estados Unidos, por ejemplo, en comparación con los estudiantes que viven en estados con regulaciones estrictas, los adolescentes jóvenes que viven en estados con restricciones mínimas o nulas, particularmente los estudiantes de secundaria, tenían más probabilidades de ser fumadores diarios.  Estos efectos se redujeron cuando las regresiones logísticas se ajustaron por las características sociodemográficas y el precio de los cigarrillos, lo que sugiere que los precios más altos de los cigarrillos pueden desanimar a los jóvenes a acceder y consumir cigarrillos independientemente de otras medidas de control del tabaco. 

##### Etiquetas de advertencia gráficas
Los fumadores no están completamente informados sobre los riesgos de fumar. Las advertencias que son gráficas, más grandes y de contenido más completo son más efectivas para comunicar los riesgos para la salud del tabaquismo. Los fumadores que notaron las advertencias fueron significativamente más propensos a respaldar los riesgos para la salud, incluido el cáncer de pulmón y las enfermedades cardíacas.  En cada caso en que las políticas de etiquetado diferían entre países, los fumadores que vivían en países con advertencias impuestas por el gobierno informaron un mayor conocimiento de salud.
Las etiquetas de advertencia gráficas en los paquetes de cigarrillos son notadas por la mayoría de los adolescentes, aumentan el procesamiento cognitivo de estos mensajes por parte de los adolescentes y tienen el potencial de reducir las intenciones de fumar. Basado en una extensa investigación de adolescentes en los Estados Unidos, la introducción de etiquetas de advertencia gráficas ha reducido en gran medida el tabaquismo entre los adolescentes. 

#### Otros países
Se han implementado mensajes de advertencia y prohibiciones de fumar en los paquetes de tabaco en países de todo el mundo. Otros han implementado políticas aún más integrales .

## Impacto de las políticas de control de tabaco
En Uruguay, después de la prohibición de fumar en espacios cerrados, se detectó una importante disminución en el número de ingresos a instituciones de salud por infarto agudo de miocardio.

## Recepción y mayor colaboración internacional
El control del tabaco es en la actualidad un elemento aceptado en el ámbito de la salud pública, las políticas y actividades de control del tabaco parecen haber sido eficaces en aquellas administraciones que las han aplicado de forma coordinada.
La comunidad de control del tabaco está organizada internacionalmente, al igual que su principal oponente, la industria tabacalera (a veces denominada 'Big Tobacco'). Esto permite compartir prácticas efectivas (tanto en defensa como en políticas) entre los estados desarrollados y en desarrollo, por ejemplo a través de la Conferencia Mundial sobre Tabaco o Salud que se celebra cada tres años. Sin embargo, persisten algunas brechas importantes, en particular el fracaso de los Estados Unidos y Suiza para ratificar el CMCT, debido al interés de las industrias tabacaleras radicadas en ambos países.

## Campañas de concienciación
Actualmente, la Organización Mundial de la Salud y muchos gobiernos luchan contra el tabaquismo por medio de la concienciación de la población y la prohibición de fumar en lugares públicos o cerrados. En 1988, la OMS estableció el día 31 de mayo como Día Mundial Sin Tabaco y en junio de 2003 aprobó el Convenio Marco para el Control del Tabaco.
Contra la industria tabacalera luchan también numerosas asociaciones, habiéndose ganado importantes juicios contra ésta en Estados Unidos, por prácticas como agregar nicotina extra al tabaco natural. Además, se ha criticado duramente a estas empresas por dirigir su publicidad hacia niños y adolescentes, utilizar intensamente publicidad engañosa, como en el caso de los cigarrillos light y haber patrocinado numerosos estudios supuestamente científicos que demostrarían efectos beneficiosos del tabaco, que luego resultarían no ser tan ciertos.

## Oposición
La industria del tabaco continúa oponiéndose de manera directa e indirecta a las medidas de control del tabaco, a través de diferentes esfuerzos que incluyen sobornos a científicos, alianzas de cabildeo legislativo y campañas de desinformación.